# Erik Fankhouser
Erik Fankhouser, pseud. The House (ur. 30 maja 1980 r.) − profesjonalny amerykański kulturysta, członek federacji IFBB (International Federation of BodyBuilders).

## Życiorys
Treningi siłowe rozpoczął jako student West Liberty State College. Początkowo grywał w uczelnianej drużynie futbolowej oraz skupiał się na praktykowaniu konkurencji lekkoatletycznych, takich jak pchnięcie kulą, rzut dyskiem, młotem czy oszczepem, kulturystyką zainteresował się dopiero później. Pierwsze zmagania, które zwyciężył, to NPC Upper Ohio Valley; Fankhouser startował w nich w kategorii juniorskiej. Jest zawodnikiem wagi ciężkiej.
W 2006 roku wziął udział w zawodach na szczeblu krajowym. Były to North American Championships federacji IFBB, gdzie Erik uplasował się na miejscu #4. Rok później objął lokatę szesnastą na USA Bodybuilding & Figure Championships, lecz zdobył też złoty medal w trakcie IFBB North American Championships. Wówczas uzyskał kartę profesjonalnego (zawodowego) kulturysty.
Jest kolumnistą popularnego magazynu Muscular Development (na okładce tego pisma gościł zresztą w grudniu 2007). Pracuje w Wheeling Hospital w miejscowości Wheeling.
Warunki fizyczne:
- wzrost: 175.5 cm
- waga w sezonie: 98 kg
- waga poza sezonem: 120 kg